# Honda FR-V
Honda FR-V — шестимісний компактвен, що випускався японською компанією Honda з 2004 по серпень 2009 року. В Японії відомий як Honda Edix. Посадкова формула в Honda FR-V - 3+3 (3 сидіння спереду і 3 ззаду). Центральне крісло переднього ряду розраховане більше на дитину - в Європі автомобіль так і подавався, як «створює затишок батькам і дитині в передній частині салону».

## Двигуни

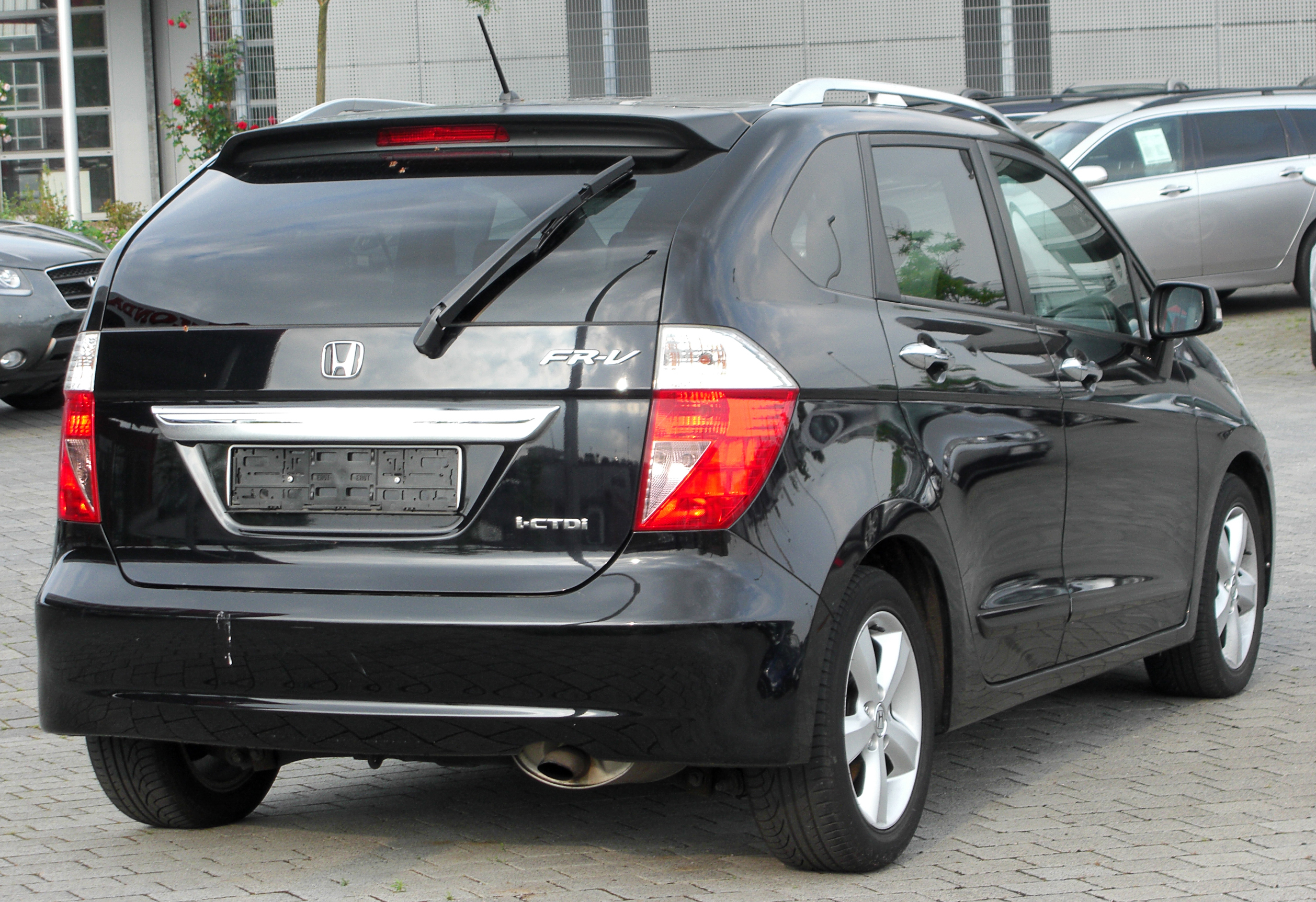
Honda FR-V

FR-V доступний з трьома бензиновими і одним дизельним двигуном.
- 1.7 L VTEC D17A2 I4 - 125 к.с. (93 кВт) при 6300 об/хв і 154 Нм
- 1.8 L i-VTEC R18A1 I4 - 138 к.с. (103 кВт)
- 2.0 L i-VTEC K20A I4 - 150 к.с. (112 кВт) при 6500 об/хв і 192 Нм
- 2.4 L i-VTEC K24A I4
- 2.2 L i-CTDi N22A I4 - 140 к.с. (104 кВт) при 4000 об/хв і 340 Нм

Навесні 2007 року двигуни 1.7 VTEC і 2.0 i-VTEC були замінені новим 1.8 i-VTEC (який також застосовувався на Honda Civic VIII).

## Базова комплектація
Стандартна комплектація автомобіля включає: антиблокувальну систему гальм, систему управління тиску гальм, систему розподілу гальмівних зусиль, передні і задні шторки безпеки, передні фронтальні і бічні подушки безпеки, дверні балки безпеки, замок «від дітей», систему кріплення дитячого сидіння, клімат-контроль, передні електросклопідйомники, круїз-контроль, бортовий комп'ютер, підсилювач керма, підігрів дзеркал і задній склоочисник. 

## Безпека
У 2005 році Honda FR-V  за рейтингом Euro NCAP автомобіль отримав 4 «зірки» для водія, 3 «зірки» для пішоходів і 3 «зірки» для дітей-пасажирів. 